# Dinocefalozaur
Dinocefalozaur (Dinocephalosaurus) – rodzaj długoszyjego wodnego gada z rzędu Prolacertiformes (zwanych również protorozaurami), żyjącego w triasie, około 244 mln lat temu. Jego nazwa oznacza „jaszczur o straszliwej głowie” – ze względu na fakt, że pierwszą odnalezioną skamieniałością była czaszka odkryta w 2002 w pobliżu Xinmin w chińskiej prowincji Guizhou. Szczątki drugiego osobnika zostały odkryte niedaleko miejsca znalezienia pierwszego i zawierały głowę i większość szkieletu pozaczaszkowego oprócz ogona. Dinocephalosaurus jest pierwszym protorozaurem odkrytym w środkowotriasowych osadach w Chinach.

## Opis
Dinocephalosaurus jest najbardziej podobny do tanystrofa (Tanystropheus), gdyż oba miały szyję dwukrotnie dłuższą od tułowia. Szyja tanystrofa składała się z dwunastu wydłużonych kręgów, podczas gdy szyja dinocefalozaura z co najmniej 25, co dawało jej długość około 1,7 m – przy długości tułowia wynoszącej 1 m. Uważa się, że protorozaury te ewoluowały niezależnie od siebie, a długość ich szyj jest przykładem konwergencji. Rola szyi tanystrofa nie jest w pełni poznana, zaś dinocefalozaurowi pomagała w polowaniu. Dinocephalosaurus był jedynym protorozaurem prowadzącym w całości wodny tryb życia. Podczas gdy większość przedstawicieli Prolacertiformes miała kończyny przystosowane do poruszania się na lądzie Dinocephalosaurus zachowywał cechy osobnika młodocianego również po osiągnięciu dojrzałości, jak wiele innych wodnych czworonogich.
Liu i współpracownicy (2017) opisali szkielet dorosłego osobnika Dinocephalosaurus z zachowanym w okolicy brzusznej szkieletem młodego przedstawiciela tego samego rodzaju. Zdaniem autorów ułożenie młodego osobnika w ciele osobnika dorosłego i stopień jego rozwoju wskazuje, że najprawdopodobniej jest to płód zachowany w ciele ciężarnej samicy, a znalezisko to dowodzi żyworodności Dinocephalosaurus. Potwierdzenie poprawności takiej interpretacji tego znaleziska czyniłoby z Dinocephalosaurus pierwszego niewątpliwego przedstawiciela archozauromorfów, u którego stwierdzono występowanie żyworodności.

## Etologia
Dinocephalosaurus żył w płytkich, ciemnych przybrzeżnych wodach morskich i polował głównie na ryby i kałamarnice. Z powodu niskiej widoczności długa szyja dinocefalozaura umożliwiała mu dostrzeżenie zdobyczy, samemu nie będąc widzianym. Dinocephalosaurus miał również unikalną zdolność atakowania – mógł zwiększać szerokość przełyku gwałtownymi skurczami mięśni żeber, tworząc w ten sposób próżnię. Możliwość tę uznaje się za prawdopodobną, gdyż każdy kręg szyjny miał wyraźne miejsca przyczepu mięśni a wszystkie żebra szyjne znajdowały się w pobliżu przedniego końca kręgów szyjnych. Działanie to zapobiegałoby również tworzeniu ciśnienia mogącego ostrzegać zaatakowane ryby. Dinocephalosaurus mógł wówczas połknąć zdobycz w całości. 

## Klasyfikacja
Dinocefalozaura uważa się za przedstawiciela Prolacertiformes, jednak nie jest to całkowicie pewne. Ze względu na liczne podobieństwa w budowie anatomicznej między tanystrofem a dinocefalozaurem uważa się, że te dwa rodzaje są ze sobą spokrewnione. Cechami łączącymi te protorozaury są zagłębienia w czaszkach, wydłużone szyje oraz sposób, w jaki kręgi szyjne są połączone z żebrami szyjnymi.
Również szereg innych cech, wynikających z budowy czaszki, przemawia za przynależnością dinocefalozaura do protorozaurów; m.in. niska i wąska czaszka z krótkim regionem zaoczodołowym oraz obecność ponad siedmiu kręgów szyjnych.